# أوسكار نيلسون (موسيقي)
أوسكار نيلسون هو موسيقي سويدي، ولد في 1 ديسمبر 1988.

## وصلات خارجية
- أوسكار نيلسون على موقع ميوزك برينز (الإنجليزية)
- أوسكار نيلسون على موقع ديسكوغز (الإنجليزية)